# Coronopharynx pusillus
Coronopharynx pusillus is een platworm (Platyhelminthes). De worm is tweeslachtig. De soort leeft in het zoute water.
Het geslacht Coronopharynx, waarin de platworm wordt geplaatst, wordt tot de familie Provorticidae gerekend. De wetenschappelijke naam van de soort werd voor het eerst geldig gepubliceerd in 1962 door Luther.